# Томас Джоунс
Томас Дейвид Джоунс (на английски: Thomas David Jones) е американски пилот и астронавт на НАСА, участник в четири космически полета.

## Образование
Кенет Кокрил завършва колежа Kenwood High School в Есекс, Мериленд. През 1977 г. се дипломира като бакалавър по планетарни науки в Академията на USAF, Колорадо Спрингс, Колорадо. През 1988 става доктор по същата дисциплина в университета на Аризона.

## Военна служба
Кенет Кокрил постъпва на активна военна служба през 1977 г. Завършва школа за пилот на бомбардировач в Оклахома през 1978 г. Служи в Стратегическото командване на САЩ като пилот, а по-късно и командир на тежък стратегически бомбардировач B-52 Стратофортрес. В кариерата си има повече от 2000 полетни часа.

## Служба в НАСА
На 17 януари 1990 г., Томас Д. Джоунс е избран за астронавт от НАСА, Астронавтска група №13. През юли 1991 г. завършва успешно курса за подготовка. Участник е в четири космически полета и има повече от 1272 часа в космоса, както и три космически разходки с обща продължителност над 19 часа.

### Космически полети
| Космически полети на Томас Дейвид Джоунс                         | Космически полети на Томас Дейвид Джоунс | Космически полети на Томас Дейвид Джоунс | Космически полети на Томас Дейвид Джоунс | Космически полети на Томас Дейвид Джоунс          | Космически полети на Томас Дейвид Джоунс | Космически полети на Томас Дейвид Джоунс |
| №                                                                | Дата                                     | КК                                       | Емблема на мисията                       | Функции                                           | Продължителност                          |                                          |
| ---------------------------------------------------------------- | ---------------------------------------- | ---------------------------------------- | ---------------------------------------- | ------------------------------------------------- | ---------------------------------------- | ---------------------------------------- |
| 1                                                                | 9 април 1994                             | „Индевър“, мисия STS-59                  |                                          | Специалист на мисията                             | 11 денонощия 05 часа 49 мин. 30 сек.     |                                          |
| 2                                                                | 30 септември 1994                        | „Индевър“, мисия STS-68                  |                                          | Специалист на мисията, Командир на полезния товар | 11 денонощия 05 часа 46 мин. 08 сек.     |                                          |
| 3                                                                | 19 ноември 1996                          | „Колумбия“, мисия STS-80                 |                                          | Специалист на мисията                             | 17 денонощия 15 часа 53 мин. 18 сек.     |                                          |
| 4                                                                | 7 февруари 2001                          | „Атлантис“, мисия STS-98                 |                                          | Специалист на мисията                             | 12 денонощия 21 часа 21 мин.             |                                          |
| Сумарно време в космоса – 53 денонощия 00 часа 49 минути 56 сек. |                                          |                                          |                                          |                                                   |                                          |                                          |

- Томас Дейвид Джоунс е от малкото астронавти с два космически полета в рамките на една календарна година.

## Награди
- Медал за похвала на USAF;
- Медал на НАСА за изключителна служба;
- Медал на НАСА за изключителни заслуги;
- Медал на НАСА за изключителна обществена служба;
- Медал на НАСА за изключително лидерство;
- Медал на НАСА за участие в космически полет (4).